# Pouilly-en-Auxois
Pouilly-en-Auxois là một xã thuộc tỉnh Côte-d’Or trong vùng Bourgogne-Franche-Comté miền đông nước Pháp.